# تلمبه امیرآباد ۲
تلمبه امیرآباد ۲ یک منطقهٔ مسکونی در ایران است که در دهستان نگار واقع شده‌است.